# 国民性
国民性（こくみんせい）とは、その国の歴史や風土に起因し、国民共通に見られると考えられる気質である。

## 概要
国民性について、以下のような言説が見られることがある。
- 日本人は、礼儀正しい。
- 韓国人は、激情的である。
- 中国人は、商売がうまい。
- フランス人は、神経質な芸術家である。
- ロシア人は、陰謀家である。
- インド人は、自己主張が強い。
- イタリア人は、陽気で情熱的である。
- ドイツ人は、哲学的である。
- スペイン人は、陽気である。
- オランダ人は、秩序を重んじる。
- アメリカ人は、名誉を重んじる。
- ポルトガル人は、温和である。
- アラブ人は、権利主張が強い。

しかし、上記のような例は、往々にして素人の誤謬や勘違い、決め付けによるステレオタイプでありアカデミックな方法による科学的な分析ではない。上記のような例を出すこと自体がステレオタイプな思考法にとらわれていて「〜である」など断定形にそれが表れている。
ある文化に接して成長した一群の人間が、ある共通する要素を持っているという現象は、十分に考えられることである。しかしそれを解明するためには継続的な調査と統計学的な分析が必要であり、上記のような「国民性」という概念はそれらを通過しておらず、学問的に昇華されていない。この点について、政治学者で国際文化論を専門とする平野健一郎は、
「国民性」が真面目に議論されていた当時から、その概念は怪しげなものとされていた。まして個人のアイデンティティが国民国家に限定されず、複数の対象に「拡散」するようになった現在では、国民性概念はいっそう根拠のないものとなっている。国民性研究はすでに長く破産状態にある。
と述べている。

## 思索的分析
地理的環境等からその土地の住民の国民性を分析した和辻哲郎の『風土 - 人間学的考察』などが名著として知られている。

## 科学的分析
国民性は統計的手法によってある程度把握できる。例えば、統計数理研究所では昭和28年（1953年）から5年おきに「日本人の国民性調査」を行っている。